# Hiện tượng 2012

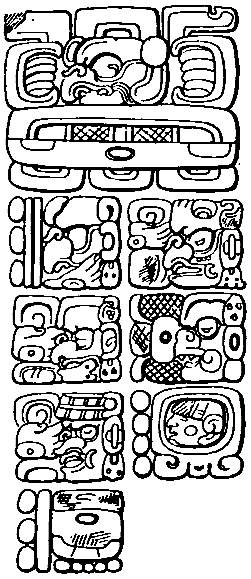
Mặt phía đông của tấm bia C từ Quirigua ghi ngày tháng khởi đầu của chu kỳ b'ak'tun thứ 13 theo lịch Maya. Được đọc là 13.0.0.0.0 4 Ahau 8 Kumku và được xem là tương quan với ngày 11 hoặc 13 tháng 8 năm 3114 trước Công nguyên theo lịch Gregorian sơ khai. Ngày 13.0.0.0.0 4 Ahau 3 Kʼankʼin, chấm dứt chu kỳ được xem là tương quan với ngày 21 hoặc 23 tháng 12 năm 2012.

Hiện tượng 2012 bao gồm hàng loạt những người tin về thuyết mạt thế cho rằng vào ngày 21 tháng 12 năm 2012 là ngày tận thế hoặc sẽ xảy ra những sự kiện biến đổi lớn. Ngày này được coi là ngày kết thúc của một chu kỳ dài 5.125 năm trong lịch mà tiếng Anh gọi là Long Count (Lịch Đếm Ngày Dài) của người Maya. Đã có những đề xuất về sự liên quan giữa ngày này với sự thẳng hàng của các sao trong thiên văn và những công thức thần số học.
Tín đồ Tân Kỷ nguyên giải thích ngày này đánh dấu một thời điểm bắt đầu một thời kỳ mà Trái Đất và cư dân sống trên đó có thể sẽ trải qua một sự biến đổi về thể chất hoặc tinh thần, và cho rằng năm 2012 có thể là cột mốc khởi đầu của một kỷ nguyên mới. Những người khác thì cho rằng năm 2012 sẽ đánh dấu sự kết thúc của thế giới hoặc là một thảm họa nhỏ hơn. Cả hai ý kiến này đều phổ biến trong sách và phim tư liệu, và được lan truyền rộng rãi trên các trang web và qua các nhóm thảo luận. Thảm cảnh được đưa ra cho ngày tận thế gồm có: Mặt trời sẽ đạt mức năng lượng cực đại hoặc sự va chạm của Trái Đất với một lỗ đen hay với hành tinh "Nibiru".
Các học giả từ nhiều ngành khác nhau đã bác bỏ ý tưởng về những sự kiện tận thế sẽ xảy ra vào năm 2012. Những nhà nghiên cứu chính thống về người Maya cho thấy không tìm được trong bất kỳ tài liệu cổ thư nào còn sót lại của người Maya dự đoán về ngày tận thế sắp xảy ra, và cho rằng ý tưởng về lịch Long Count sẽ "kết thúc" trong năm 2012 là bóp méo lịch sử của người Maya. Hiện nay, những người Maya hiện đại phần lớn không tin về sự kiện 2012, còn nguồn tư liệu cổ của người Maya về vấn đề này rất hiếm và nhiều mâu thuẫn. Các nhà thiên văn học và những nhà khoa học khác đã phủ nhận và cho rằng những dự đoán về ngày tận thế là giả khoa học, họ tuyên bố những sự kiện tiên đoán là trái ngược với các quan sát thiên văn đơn giản.

## Lịch của người Maya
Tháng 12 năm 2012 đánh dấu sự kết thúc của một b'ak'tun; tức là một khoảng thời gian trong lịch của người Maya (tiếng Anh: Mesoamerican Long Count calendar, Lịch đếm ngày dài của Trung Bộ châu Mỹ cổ đại) được sử dụng ở Trung Mỹ trước khi người Châu Âu đặt chân đến. Mặc dù lịch này rất có thể là phát minh của người Olmec, nhưng nó lại trở nên gắn liền với nền văn minh Maya có thời kỳ phát triển kéo dài từ 900-250 TCN. Những hệ thống chữ viết cổ của người Maya đã được giải mã đáng kể, có nghĩa là các văn bản và vật liệu khắc chữ của họ vẫn còn tồn tại từ trước sự xâm chiếm của người châu Âu.
Không giống như Lịch vòng tròn có chu kỳ 52 năm vẫn được người Maya hiện đang sử dụng, lịch Long Count là dạng đường thẳng, và các đơn vị khoảng thời gian được tính theo hệ số 20: 20 ngày làm thành một uinal, 18 uinal (tức 360 ngày) là một tun, 20 tun là một k'atun, và 20 k'atun (tức 144.000 ngày) tạo thành một b'ak'tun. Vì vậy, một ngày của người Maya ký hiệu là 8.3.2.10.15 tương ứng với: 8 b'ak'tun, 3 k'atun, 2 tun, 10 uinal và 15 ngày.

### Ngày tận thế

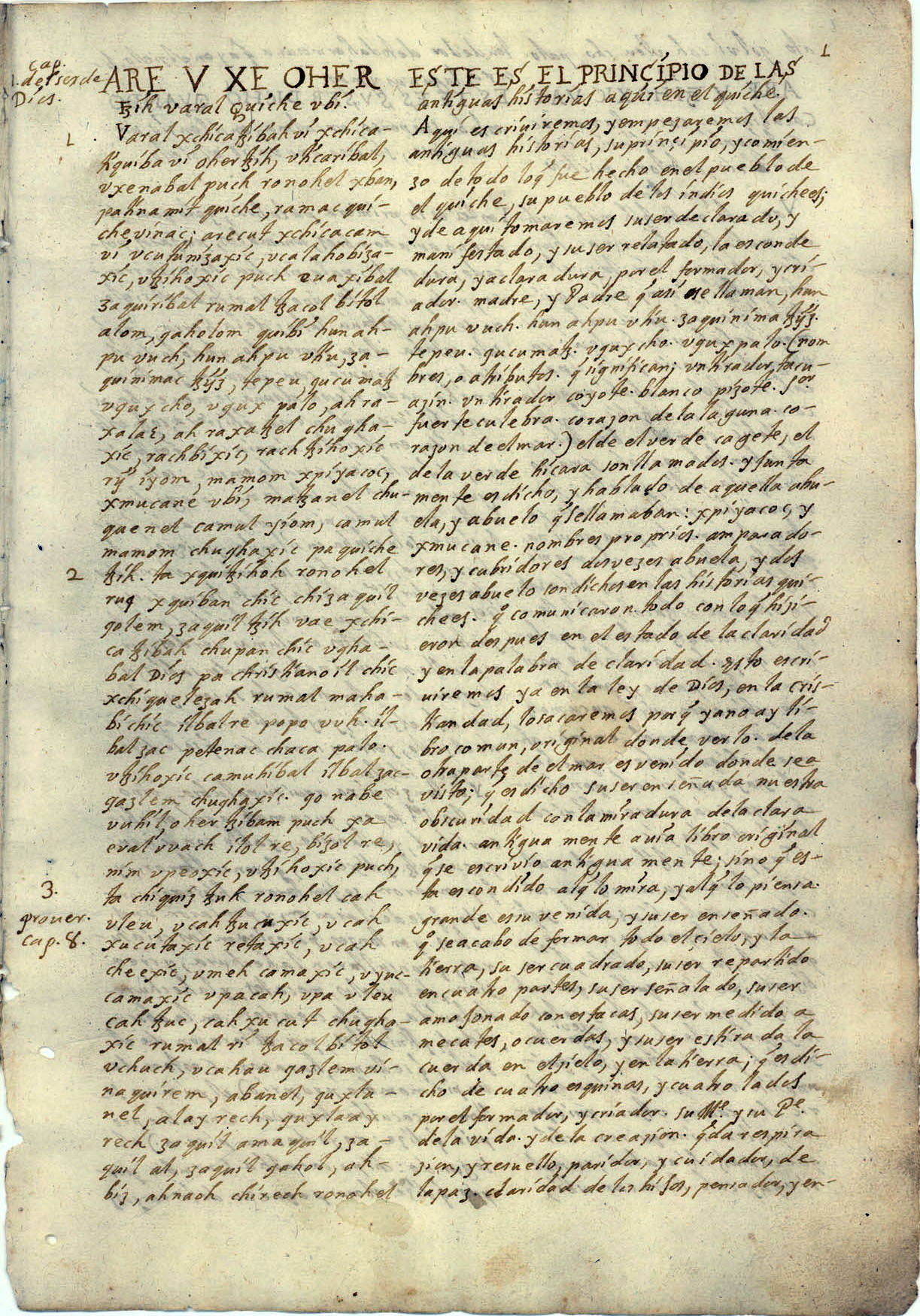
Bản viết tay cổ nhất còn sót lại của tập sử thi Popol Vuh, được viết bởi Francisco Ximénez năm 1701

Văn học dân gian của người Maya cho rằng có sự tồn tại của những "chu kỳ thế giới", tuy nhiên ghi chép này đã không còn nguyên vẹn nên đã để lại một đáp án mở với nhiều khả năng. Theo tập sử thi Popol Vuh, một cuốn sách tổng hợp chi tiết các tính toán của sự tạo thành thế giới do người K'iche' ở vùng cao nguyên (một trong những nhóm dân tộc Maya) để lại, thì chúng ta đang sống trong thế giới thứ tư. Sách Popol Vuh miêu tả, đầu tiên các vị thần sáng tạo ra ba thế giới nhưng bị thất bại, đến lần thứ tư mới thành công và cũng chính là nơi mà loài người đang sinh sống hiện giờ. Trong lịch của người Maya, thế giới trước đã kết thúc sau 13 b'ak'tun, tức là khoảng 5.125 năm.[a] "Ngày 0" của lịch[b] đã được thiết lập lại trong quá khứ để đánh dấu sự kết thúc của thế giới thứ ba và bắt đầu thế giới hiện tại, thời điểm này tương ứng vào ngày 11 tháng 8 năm 3114 TCN theo lịch Gregorius đón trước.[c] Điều này có nghĩa là thế giới thứ tư cũng sẽ đi đến thời điểm tận cùng của nó vào b'ak'tun thứ 13, hay theo cách ghi ngày của người Maya là 13.0.0.0.0, tức là ngày 21 tháng 12 năm 2012.[c]
Năm 1957, nhà thiên văn học và Maya học Maud Worcester Makemson đã viết rằng: "sự hoàn tất một Chu Kỳ Lớn của 13 b'ak'tun mang một ý nghĩa vô cùng trọng đại đối với người Maya". Năm 1966, Michael D. Coe khẳng định trong cuốn The Maya "có một gợi ý... là sự hủy diệt sẽ giáng xuống bất chợt cho những con người trụy lạc của thế giới này vào ngày cuối cùng của b'ak'tun thứ 13. Như vậy hiện tại... vũ trụ của chúng ta sẽ bị tiêu diệt trong tháng 12 năm 2012 [d] khi chu kỳ lớn của lịch Maya hoàn tất."

### Kết luận
Niềm tin vào thảm họa sẽ đến trong khoảng thời gian ngày 21 tháng 12 năm 2012 được phần lớn các học giả nghiên cứu về người Maya cổ đại cho là một dự đoán sai, nhưng hiện tượng này vẫn thường được trích dẫn phổ biến trên các phương tiện truyền thông và văn hóa như một vấn đề của năm 2012. Nhiều nhà khoa học cho rằng hiện tượng vào năm 2012 sẽ lần nữa giống như vụ sự cố năm 2000 hoặc giống như bao lời tiên tri khác về ngày tận thế nhưng không thành sự thật.
Lời giải thích về ngày tận thế của Coe đã được nhiều học giả khác nhắc lại trong suốt những năm đầu của thập niên 1990. Tuy nhiên sau đó nhiều nhà nghiên cứu đã cho rằng ngày cuối cùng kết thúc b'ak'tun thứ 13 rất có thể là lý do cho một lễ kỷ niệm, chứ không phải là đánh dấu hết lịch. Học giả về người Maya, Mark Van Stone đã nói: "không có bất kỳ điều gì trong lời tiên tri của người Maya, Aztec hay người Trung Mỹ cổ xưa cho rằng có một sự thay đổi bất ngờ hoặc trọng đại nào xảy ra trong năm 2012. Khái niệm về một 'Đại Chu Kỳ' sắp kết thúc hoàn toàn là phát minh của người hiện đại". Năm 1990, hai nhà học giả về Maya là Linda Schele và David Freidel đã rút ra kết luận là người Maya "chưa từng thai nghén bất kỳ ý nghĩ nào về ngày tận thế như nhiều người đã giả thuyết." Susan Milbrath, phụ trách bảo tàng nghệ thuật châu Mỹ Latinh và khảo cổ học tại Bảo tàng Lịch sử tự nhiên Florida, nói rằng "chúng tôi không có những ghi chép hoặc tin tức gì cho rằng [người Maya] đã từng nghĩ về một ngày chấm dứt thế giới vào năm 2012". Sandra Noble, giám đốc điều hành của Foundation for the Advancement of Mesoamerican Studies ở Crystal River (Florida) nói rằng, đối với người Maya đó sẽ là một ngày lễ rất lớn để kỷ niệm ngày cuối cùng của một chu kỳ bình an vô sự. Về việc ngày 21 tháng 12 năm 2012 bị xem như là một sự kiện hoặc thời điểm của tận thế, Sandra cho rằng "đó là một sự bịa đặt hoàn toàn, và là một cơ hội để nhiều người kiếm chác". Còn ông E. Wyllys V Andrews, giám đốc Đại học Tulane viện nghiên cứu Trung Mỹ (MARI) cho rằng: "sẽ có một chu kỳ tiếp theo. Chúng ta biết rằng người Maya đã nghĩ là có một chu kỳ trước chu kỳ này, và điều đó có nghĩa là họ hoàn toàn yên tâm với một chu kỳ tiếp theo sau chu kỳ này".

## Mối liên hệ của người Maya với b'ak'tun 13

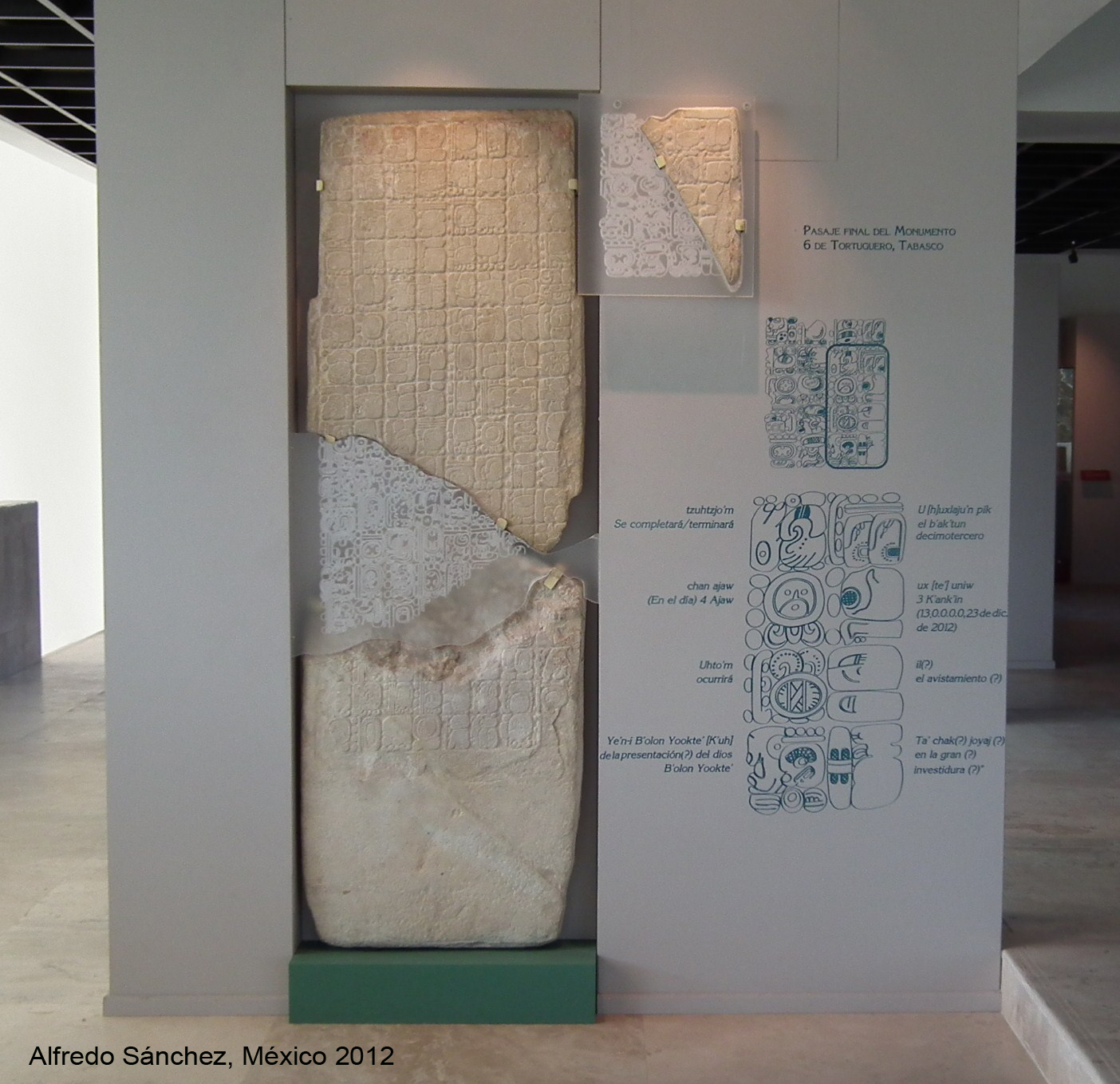
Tấm bia tại đài Tortuguero thứ 6

Cộng đồng người Maya hiện nay không chú trọng nhiều đến b'ak'tun 13. Mặc dù, Lịch chu kỳ vẫn được vài nhóm người Maya trên cao nguyên Guatemala sử dụng, nhưng cách tính lịch Long Count này đã được xem như là một sử dụng độc nhất bởi người Maya cổ đại mà các nhà khảo cổ vừa chỉ mới khám phá gần đây. Một bô lão người Maya là Apolinario Chile Pixtun và nhà khảo cổ học người México là ông Guillermo Bernal đều nhấn mạnh rằng "ngày tận thế" là một khái niệm của phương Tây, nó có rất ít hoặc chẳng có ảnh hưởng gì với đức tin của người Maya. Bernal nghĩ rằng ý tưởng đó đã được người phương Tây gán ghép cho người Maya bởi vì những chuyện hoang đường của họ đang dần "cạn kiệt". Nhà khảo cổ học người Maya, Jose Huchm nói: "nếu giả sử tôi đi đến những cộng đồng nói tiếng Maya và hỏi họ những gì sẽ xảy ra trong năm 2012, họ sẽ chẳng có bất kỳ một ý kiến nào. Thế giới sẽ chấm hết? Họ sẽ chẳng thèm tin bạn đâu. Chúng tôi có nhiều mối bận tâm thực sự ở hiện tại, như là mưa chẳng hạn".
Chẳng có gì là chắc chắn chứng minh người Maya cổ đại đã quan trọng hóa b'ak'tun 13. Hầu hết các sử liệu chính xác từ các bảng khắc ghi chép của người Maya cổ đại để lại không có tuyên bố nào hàm ý dự đoán hay tiên tri. Tuy vậy, có 2 chỗ trong sử liệu của người Maya có thể có đề cập đến sự kết thúc của b'ak'tun thứ 13, đó là: Đài tưởng niệm Tortuguero 6 và the Chilam Balam.

### Tortuguero
Khu di tích khảo cổ Tortuguero nằm ở cực Nam Tabasco-México có từ thế kỷ thứ VII, bao gồm hàng loạt các chữ khắc trên bia chủ yếu là để vinh danh vị vua đương thời là Bahlam Ajaw. Một dòng chữ trên đài tưởng niệm Tortuguero 6 có liên quan đến b'ak'tun 13. Nó đã bị xóa đi một phần, Sven Gronemeyer và Barbara MacLeod đã đưa ra bản dịch hoàn chỉnh nhất:
| tzuhtzjo:m uy-u:xlaju:n pik chan ajaw u:x uni:w uhto:m il[?] ye'ni/ye:n bolon yokte' ta chak joyaj | Sẽ hoàn tất xong b'ak'tun thứ 13. là 4 Ajaw 3 K'ank'in và một 'hiện tượng' sẽ xảy ra [?]. Đó là sự xuất hiện của thần B'olon-Yokte' trong một "sự tấn phong" vĩ đại. |

Hình thần Bolon Yokte' K'uh vẽ trên lọ - Đài tưởng niệm Tortuguero liên quan đến sự kết thúc của b'ak'tun 13 với sự xuất hiện của vị thần này

Rất ít điều được biết về thần Bolon Yokte. Theo một bài viết của nhà Maya học Markus Eberl và Christian Prager trong Báo cáo nhân chủng học, tên của ông bao gồm các yếu tố: "số chín", 'te-OK '(vẫn có giải nghĩa của chữ này), và "thần ". Sự rắc rối của những chữ khắc quá xưa này cho thấy đây là một vị thần rất cổ và những chữ này không giống với những tài liệu sao chép hiện có. B'olon-Yokte cũng xuất hiện trong các bảng khắc khác được tìm thấy tại Palenque, Usumacinta; và La Mar và được miêu tả như là một vị thần của xung đột, chiến tranh và địa ngục. Trong một tấm bia, thần B'olon-Yokte được trang trí với một sợi dây quanh cổ, và trong một tấm bia khác thì với túi hương, cả hai vật này đều là vật cúng tế trong các dịp tất niên.
Dựa trên những quan sát các nghi thức hiện đại của người Maya, Gronemeyer và MacLeod đã xác nhận là tấm bia đề cập đến một lễ kỷ niệm, trong đó một người đóng vai 'K'uh Bolon Yokte' sẽ mặc lễ phục và diễu hành quanh một khu vực. Gronemeyer và MacLeod nhấn mạnh sự liên hệ giữa Bolon Yokte 'K'uh với b'ak'tun thứ 13 trong tấm bia này dường như là rất quan trọng. Lễ kỉ niệm này sẽ khác những buổi lễ thông thường, chẳng hạn như dựng nhiều tấm bia, đốt hương trầm v,v. Gronemeyer và MacLeod cũng khẳng định sự kiện này được lên kế hoạch dành cho năm 2012 chứ không phải cho thế kỷ XVII.

### Những ngày sau b'ak'tun thứ 13
Những bản thảo của người Maya đôi khi cũng đề cập đến việc dự đoán các sự kiện xảy ra trong tương lai hoặc đánh dấu những lễ kỷ niệm ở những ngày sau b'ak'tun thứ 13. Trên tấm khắc phía tây của đền Temple of Inscriptions (tiếng Việt: Đền của những câu khắc) ở Palenque, một phần của văn bản này đề cập đến tương lai ở chu kỳ thứ 80 của vòng lịch 52 năm tính từ lễ lên ngôi của vua K'inich Janaab' Pakal. Lễ lên ngôi của vua Pakal xảy ra vào ngày 9.9.2.4.8, tương đương với ngày 27 tháng 7 năm công nguyên 615 theo lịch Gregorius đón trước. Dòng chữ bắt đầu với ngày sinh của Pakal 9.8.9.13.0 (ngày 24 tháng 3, năm công nguyên 603) và sau đó cộng thêm vào ngày này các số 10.11.10.5.8, tương đương với ngày 21 tháng 10, năm công nguyên 4772, tức 4.000 năm sau thời đại của vua Pakal.
Một ví dụ khác là trên bia số 1 tại Coba, một ngày 13.13.13.13.13.13.13.13.13.13.13.13.13.13.13.13.13.13.13.13.0.0.0.0, tức 20 lần đơn vị b'ak'tun, tương đương 4,134105 × 1028 (41x1027) năm trong tương lai, hay cũng có thể là trong quá khứ. Ngày này gấp 3x1018 lần tuổi của vũ trụ đã được xác định bởi các nhà vũ trụ học.

## Đức tin của phong trào New Age
Nhiều sự quả quyết về năm 2012 đều là một hình thức của những người theo thuyết Maya thần bí,[e] một sự góp nhặt chưa được hệ thống hóa những đức tin của phong trào New Age về sự thông thái và yếu tố tâm linh của người Maya xưa. Nhà nghiên cứu thiên văn học cổ đại, Anthony Aveni nói rằng trong văn học của người Maya cổ luôn đề cao sự cân bằng của vũ trụ cho nên người Maya không thể vẽ ra hiện tượng năm 2012 được vì điều đó là mâu thuẫn với tư tưởng truyền thống của họ. Thay vào đó, hiện tượng này gắn liền với các quan niệm của người Mỹ, chẳng hạn như phong trào New Age, thuyết thời đại hoàng kim, hoặc tin vào sự tồn tại của những kiến thức bí mật có từ cổ xưa hay từ những nơi xa xôi nào đó. Các chủ đề văn học khai thác về hiện tượng 2012 bao gồm 'sự nghi ngờ đối với nền văn hóa chính thống phương Tây', ý tưởng về một sự phát triển của tâm linh, và khả năng dẫn đắt thế giới vào phong trào New Age bằng những ví dụ cá nhân hoặc những kiến thức đã được hợp nhất vào. Mục đích của nền văn học này không phải là để cảnh báo mọi người về cái chết cận kề, mà để thúc đẩy những sự đồng cảm phản văn hóa, tính cho cùng là thúc đẩy chính trị xã hội và chủ nghĩa tâm linh tích cực. Aveni, một nhà nghiên cứu về phong trào New Age và các cộng đồng những người tìm kiếm sự thông minh ngoài Trái Đất (SETI) đã cho rằng những chuyện kể về năm 2012 là sản phẩm của một xã hội 'bị cách ly': "Khi chúng ta không thể tự tìm câu trả lời thuộc về tâm linh cho những thắc mắc lớn về cuộc đời, chúng ta sẽ quay sang những thực thể tưởng tượng ở bên ngoài, nằm ở một không thời gian nào đó rất xa - chỉ các thực thể này mới có thể sở hữu được những kiến thức cao cấp".
Năm 1975, sự việc kết thúc b'ak'tun đã trở thành chủ đề nghiên cứu của một số tác giả New Age, những người tin rằng điều này sẽ tương ứng với một "sự thay đổi ý thức" toàn cầu. Trong cuốn sách Mexico Mystique: The Coming Sixth Age of Consciousness, Frank Waters liên kết ngày 24 tháng 12 năm 2011[c] của Coe, với thuật chiêm tinh và những lời tiên tri của thổ dân Hopi, trong khi đó thì cả Argüelles José (trong cuốn The Transformative Vision) và Terence McKenna (trong The Invisible Landscape) đều bàn luận về tầm quan trọng của năm 2012, nhưng không đưa ra một ngày cụ thể. Năm 1987, Argüelles sau khi nắm bắt được sự kiện Harmonic Convergence (tiếng Việt: hội tụ hài hòa) đã định ra ngày 21 tháng 12 trong cuốn The Mayan Factor: Path Beyond Technology, ông tuyên bố vào ngày đó Trái Đất sẽ đi qua một "chùm ánh sáng" rất lớn từ trung tâm của Ngân hà, và cho rằng người Maya đã liên kết lịch của họ với một dự đoán về sự kiện đó. Aveni bác bỏ tất cả các tác giả này.

### Sự thẳng hàng trong Ngân hà
Không có sự kiện thiên văn đáng chú ý nào vào ngày bắt đầu của lịch Long Count. Tuy nhiên,từ giữa những năm 1990, tác giả chuyên viết về chủ nghĩa bí truyền John Major Jenkins đã khẳng định người Maya cổ đại cố tình ràng buộc ngày cuối cùng trong lịch của họ với ngày Đông chí năm 2012, tức là ngày 21 tháng 12. Ngày này phù hợp với một ý tưởng của ông về sự thẳng hàng trong Ngân hà.

#### Tuế sai
Trong hệ Mặt trời, các hành tinh và Mặt Trời nằm trên cùng một mặt phẳng, được gọi là mặt phẳng hoàng đạo. Theo quan sát của chúng ta từ Trái Đất, hoàng đạo là đường đi của Mặt Trời vẽ trên bầu trời trong một năm. Mười hai chòm sao cùng nằm trên hoàng đạo được gọi là mười hai cung hoàng đạo, hằng năm mặt trời lần lượt đi qua tất cả mười hai chòm sao này, theo thời gian, chu kỳ của mặt trời sẽ chậm lại 1 độ vào mỗi 72 năm, hay chậm hẳn 1 cung hoàng đạo mỗi 2160 năm. Sự thay đổi này gọi là tuế sai, nguyên nhân là do trục Trái Đất bị lắc nhẹ khi quay, xảy ra giống hiện tượng tiến động của con quay. Sau khoảng 26000 năm thì đỉnh cực Bắc của trục Trái Đất vẽ đủ 1 vòng tròn, hay mặt trời di chuyển trên đường hoàng đạo sẽ bị chậm lại đúng 1 vòng 360 độ. Trong chiêm tinh học truyền thống phương Tây, tiến động được đo từ ngày xuân phân ở Bắc bán cầu, hoặc tại thời điểm mà tại đó Mặt Trời nằm chính xác ở khoảng giữa điểm thấp nhất và cao nhất trên bầu trời. Hiện nay, vị trí của mặt trời ở điểm xuân phân đang ở trong chòm sao Song Ngư và đang chuyển động ngược lại đến chòm sao Bảo Bình. Điều này báo hiệu sự kết thúc của một thời kỳ chiêm tinh (thời kỳ của Song Ngư) và bắt đầu vào một thời kỳ khác (thời kỳ của Bảo Bình).
Tương tự như vậy, vị trí thấp nhất của mặt trời (đông chí), hiện đang trong chòm sao Nhân Mã, một trong hai chòm sao trong đó các cung hoàng đạo giao cắt với dải Ngân hà. Hàng năm, vào ngày đông chí, Mặt Trời và dải Ngân hà (quan sát từ mặt đất) xếp thẳng hàng, và cứ mỗi năm, tuế sai gây ra một sự dịch chuyển nhỏ vị trí biểu kiến của Mặt Trời trong dải Ngân Hà.

#### Chủ nghĩa thần bí

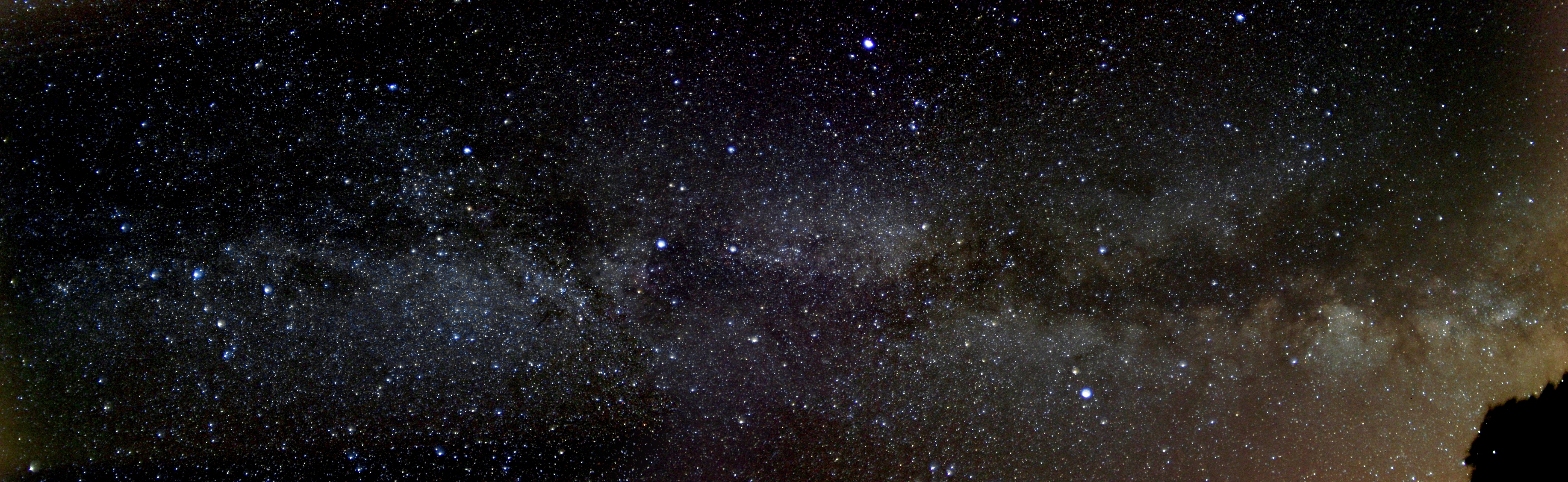
Dải Ngân hà phía gần chòm sao Thiên nga hiển thị làn đường của Dark Rift, mà người Maya gọi là Xibalba be hay "đường tối"

Jenkins cho rằng lịch của người Maya dựa trên quan sát của họ về Great Rift, là một nhóm các đám mây bụi tối chia dọc theo dải sáng của Ngân hà, mà người Maya gọi nó là Xibalba be hay "đường tối"  Jenkins cho rằng người Maya đã nhận biết được nơi giao nhau của đường hoàng đạo với Great Rift và đánh dấu vị trí này trên bầu trời như một điểm rất quan trọng trong thiên văn học. Theo giả thiết này, do tuế sai, Mặt trời sẽ thẳng hàng một cách chính xác với đường xích đạo của Ngân hà vào ngày đông chí năm 2012. Jenkins cho rằng người Maya cổ đại đã dự đoán trước được hiện tượng này và xem nó như là một điềm báo về một sự chuyển đổi hoàn toàn tâm linh nhân loại. Những người thuộc phong trào New Age đề xuất ra giả thiết này còn lý luận rằng người Maya vẽ lịch của họ với mục đích chuẩn bị cho những sự kiện quan trọng sẽ xảy ra cho thế giới cũng giống như các nhà chiêm tinh học sử dụng vị trí của các ngôi sao và các hành tinh để đưa ra những tuyên bố về các sự kiện tương lai. Jenkins còn dẫn chứng về sự hiểu biết của các pháp sư Maya cổ đại về trung tâm Ngân hà bằng các luận điểm như họ đã biết sử dụng nấm psilocybin (một loại nấm thần bí có thể đem lại cảm giác về tâm linh), những con cóc có chứa chất tác động lên trí tuệ và hành vi, và các chất ma túy khác. Jenkins còn liên kết Xibalba be với "cây thế giới", dựa trên các nghiên cứu về vũ trụ học hiện đại (không phải cổ đại) của người Maya.

#### Những chỉ trích
Các nhà thiên văn như David Morrison cho rằng xích đạo của Ngân hà là một đường hoàn toàn không cố định, và không bao giờ có thể vẽ ra một cách chính xác được bởi vì không thể xác định ranh giới chính xác của dải Ngân hà, mà tùy thuộc vào độ sáng rõ khi quan sát. Jenkins cho biết ông đã thu được kết quả về vị trí của đường xích đạo Ngân hà từ những quan sát thực hiện ở độ cao 3.353 mét (11.001 ft), là độ cao có thể cung cấp một hình ảnh rõ nét hơn về dải Ngân hà so với điều kiện quan sát của người Maya. Hơn nữa, khi Mặt Trời lùi nửa độ trên cung hoàng đạo, nó cần phải thêm 36 năm nữa để tiến động đến một điểm mới. Jenkins nhấn mạnh rằng ngay cả khi vị trí của đường xích đạo Ngân hà được xác định chắc chắn thì đường này phải đi qua tâm của Mặt Trời một cách chính xác nhất vào năm 1998.
Không có bằng chứng rõ ràng rằng người Maya cổ đại đã nhận thức được tiến động. Một số học giả Maya, như Barbara MacLeod, Michael Grofe, Eva Hunt, Gordon Brotherston, và Anthony Aveni, đã cho rằng một số ngày thánh của người Maya tính thời gian theo chu kỳ tuế sai, nhưng quan điểm học thuật về đề tài này vẫn còn chưa thống nhất. Ngoài ra có ít bằng chứng về khảo cổ hay lịch sử chứng minh rằng Maya xem trọng về các điểm chí hay điểm phân. Cũng có thể là chỉ có người Trung Mỹ thời kỳ đầu cổ đại mới quan sát thấy các điểm chí, nhưng điều này cũng là một vấn đề tranh cãi giữa các nhà Maya học. Ngoài ra không có bằng chứng nào cho thấy người Maya cổ đại quan trọng hóa dải Ngân hà, không có bất kỳ hình tượng trong hệ thống chữ viết của họ để đại diện cho Ngân hà, cũng không có bảng thiên văn hoặc bảng niên đại nào gắn liền với nó.

### Sóng thời gian không và Kinh Dịch
"Sóng thời gian không" là một công thức thần số học dùng để tính toán sự lên xuống của "tính mới", được định nghĩa là lượng tăng lên theo thời gian trong liên kết của vũ trụ, hoặc là sự phức tạp có tổ chức. Theo Terence McKenna, vũ trụ có một điểm hút định hướng tại thời điểm kết thúc của thời gian có thể làm tăng sự liên kết, cuối cùng đạt đến một điểm kỳ dị vô cùng phức tạp trong năm 2012, lúc đó thì bất cứ điều gì có thể tưởng tượng được sẽ xuất hiện đồng thời. Ông hình thành ý tưởng này trong những năm từ đầu đến giữa thập niên 1970 sau khi sử dụng nấm psilocybin và DMT (Dimethyltryptamine).
McKenna biểu diễn "tính mới" bằng một chương trình máy tính để hiển thị một dạng sóng gọi là sóng thời gian không (Timewave zero) hoặc sóng thời gian. Dựa trên những giải thích của McKenna về 64 quẻ của Kinh Dịch, các biểu đồ hiển thị các giai đoạn lớn của "tính mới" tương ứng với những thay đổi lớn trong sự tiến hóa sinh học và văn hóa xã hội của nhân loại. Ông tin rằng các sự kiện ở một thời điểm nhất định nào đó đều có mối quan hệ đệ quy đến sự kiện tại thời điểm khác, và ông chọn vụ ném bom nguyên tử xuống Hiroshima là cơ sở để tính toán ngày tận thế của ông vào tháng 11 năm 2012. Sau đó, khi ông phát hiện ra ngày này gần với việc kết thúc b'ak'tun thứ 13 của lịch Maya, nên ông đã sửa lại giả thiết của mình để cả hai ngày đó khớp với nhau.

### Các khái niệm khác

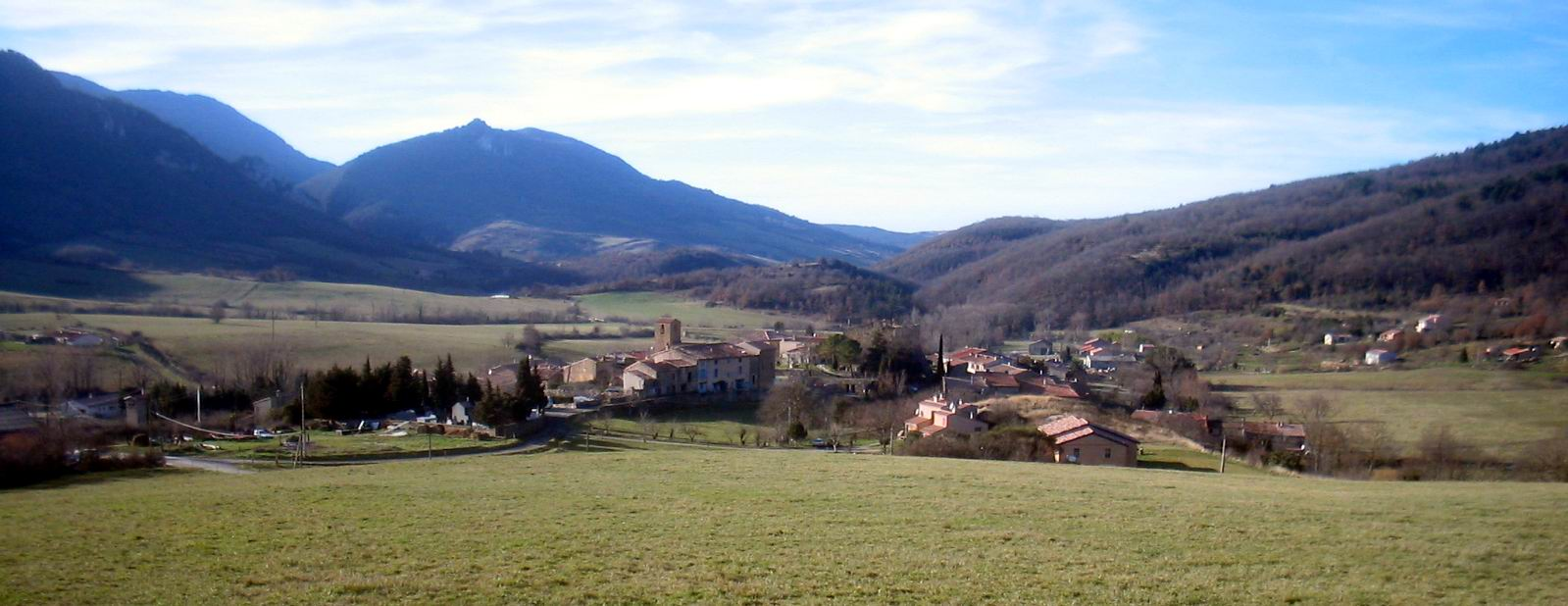
Pic de Bugarach, Camps-sur-l'Agly, nước Pháp; mục tiêu của một số người theo thuyết huyền bí là tin vào 1 sự chuyển đổi lớn sẽ xảy ra vào năm 2012.

Tại Ấn Độ, guru Kalki Bhagavan đã cho rằng năm 2012 như là một "hạn chót" cho sự khai ngộ của loài người đã bắt đầu ít nhất là từ năm 1998. Hơn 15 triệu người coi Bhagavan như là hóa thân của thần Vishnu và cho rằng năm 2012 đánh dấu sự kết thúc của chu kỳ Kali Yuga, hoặc thời đại suy đồi.
Trong năm 2006, tác giả Daniel Pinchbeck đã phổ biến quan niệm của New Age về ngày này trong cuốn 2012: The Return of Quetzalcoatl, trong đó ông đã liên kết giữa b'ak'tun 13 với những đức tin về vòng tròn trên cánh đồng, về những vụ bắt cóc của người ngoài hành tinh, và những khám phá cá nhân của ông sau khi sử dụng entheogen và thể nghiệm giao tiếp với linh hồn (mediumship). Pinchbeck cho là mình thấy rõ được "một hiện thực đang ngày càng gia tăng là chủ nghĩa duy vật kèm theo cái thế giới quan dựa trên lý trí và chủ nghĩa kinh nghiệm của nó đã đến hồi kết thúc... chúng ta đang ở trên ranh giới của thời kỳ quá độ đến một giáo hệ của ý thức, một giáo hệ trực giác hơn, huyền bí hơn và có niềm tin cũng như giao tiếp với thế giới tâm linh nhiều hơn (shamanic)".
Cuốn sách Atlantis và 2012: Khoa học về các Nền văn minh bị lãng quên và những lời tiên tri của người Maya, của Frank Joseph được xuất bản vào năm 2010, đã đưa ra mối liên hệ giữa những lời tiên tri của người Maya về ngày 21 tháng 12 năm 2012 với huyền thoại về các lục địa đã mất Atlantis và Lemuria; tác giả cho rằng những kiến thức về một trận đại hồng thủy xảy ra trong quá khứ đã được chính người Maya cổ đại và Ai Cập cổ đại truyền lại. Joseph kết nối các kiến thức này với câu chuyện về chiếc rương đựng thánh tích (Ark of the Covenant), ông cho rằng chiếc rương này đã bị Moses đánh cắp từ kim tự tháp Kheops, sau đó được các hiệp sĩ dòng Đền mang từ Jerusalem đến Mỹ, và bây giờ nó được giấu trong một hang động ở Illinois, chờ đợi người ta phát hiện ra nó để mở ra một thời đại mới vào năm 2012.
Bắt đầu từ năm 2000, một số tín hữu theo thuyết huyền bí đã hành hương đến ngôi làng nhỏ ở Bugarach của Pháp với dân số chỉ 189 người, họ kết luận rằng núi Pic de Bugarach của vùng này là vị trí lý tưởng để các sự kiện biến đổi về thời tiết sẽ xảy ra vào năm 2012. Năm 2011, thị trưởng Jean-Pierre Delord đã bắt đầu bày tỏ những lo ngại với báo chí quốc tế vì thị trấn nhỏ này sẽ bị tràn ngập bởi hàng ngàn du khách tràn về trong năm 2012, thậm chí ông còn có ý gọi đến quân đội.

## Các giả thuyết về ngày tận thế
Quan điểm về ngày tận thế vào năm 2012, đã truyền sang nhiều phương tiện truyền thông, miêu tả sự kết thúc của thế giới hoặc sự kết thúc nền văn minh nhân loại vào ngày đó. Quan điểm này được phát tán bởi các trang tin vịt trên internet, đặc biệt là trên Youtube. Kênh History Channel đã phát sóng một vài tập của loạt phim đặc biệt về ngày tận thế bao gồm luôn cả những phân tích các giả thuyết về năm 2012, như những phim Decoding the Past (Giải mã quá khứ) (2005–2007), 2012, End of Days (2012, ngày tận thế) (2006), Last Days on Earth (Những ngày cuối cùng trên địa cầu) (2006), Seven Signs of the Apocalypse (7 dấu hiệu của tận thế) (2007), và Nostradamus 2012 (2008). Kênh Discovery Channel cũng chiếu bộ phim 2012 Apocalypse (2012 ngày tận thế) trong năm 2009, đưa ra các giả thuyết về một cơn bão từ lớn, đảo cực địa từ, động đất, siêu núi lửa, và các sự kiện tự nhiên mạnh mẽ khác có thể xảy ra vào năm 2012. Trong cuốn Fingerprints of the Gods (Dấu vân tay của các vị thần), tác giả Graham Hancock đã giải thích những nhận xét của Coe trong cuốn Breaking the Maya Code (giải mã bí ẩn Maya) như là bằng chứng cho lời tiên tri của một trận đại hồng thủy toàn cầu.

### Những sắp xếp thẳng hàng khác

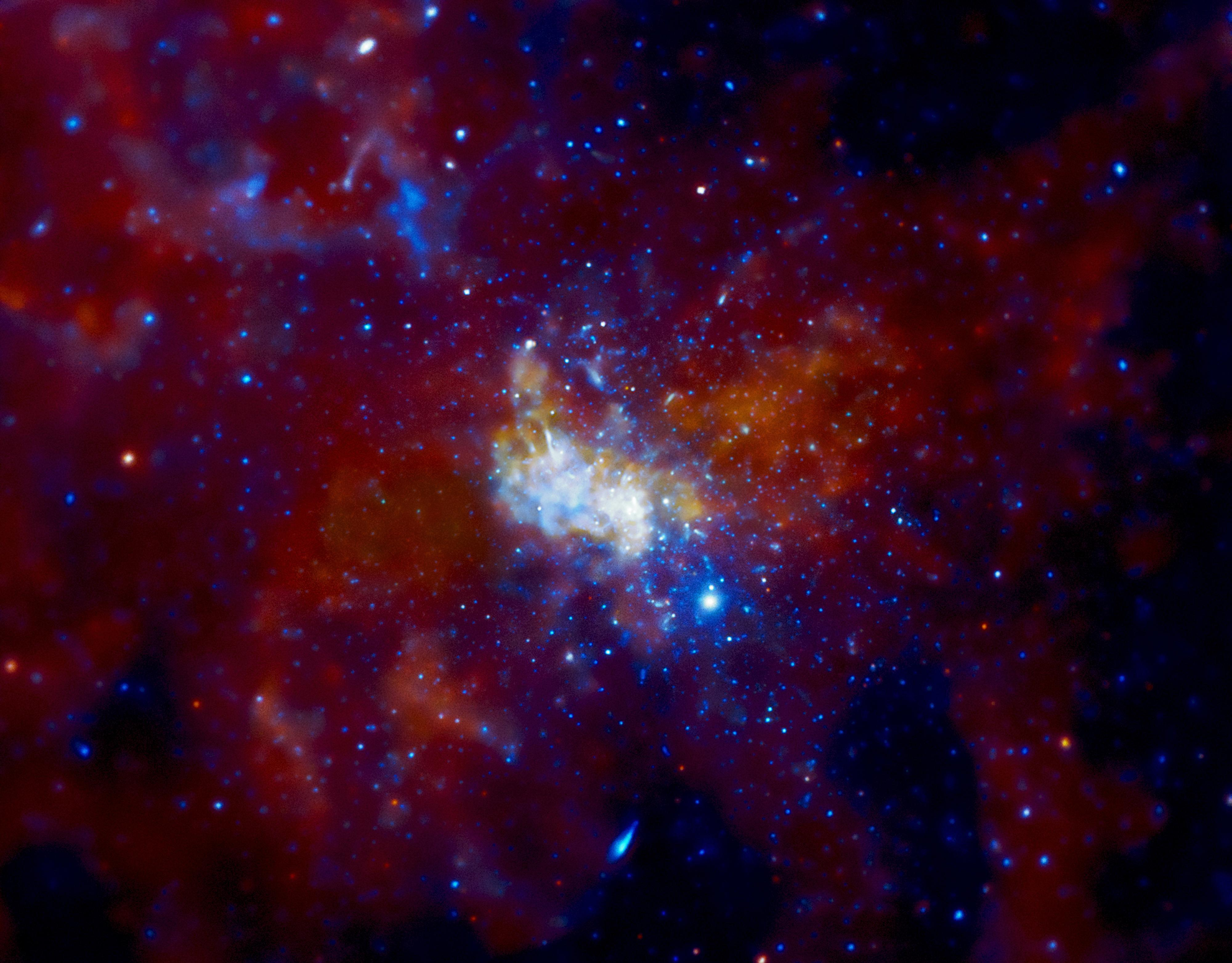
Sagittarius A*, chụp bởi đài thiên văn X-ray Chandra

Một số người đã giải thích thuyết mạt thế của Jenkins, và họ đã tuyên bố rằng khi sự thẳng hàng trong Ngân hà xảy ra, bằng cách nào đó sẽ tạo nên một sự liên kết giữa Mặt trời và các siêu hố đen ở trung tâm Ngân hà của chúng ta (được gọi là Sagittarius A*), do đó tạo ra sự tàn phá trên Trái Đất. Trên thực tế, sự sắp xếp trong Ngân hà theo dự đoán của Jenkins đã xảy ra vào năm 1998, đường di chuyển của Mặt trời qua các cung hoàng đạo như được quan sát từ Trái Đất không đưa nó tới trung tâm Ngân hà thực sự, mà chếch lên phía trên nhiều độ. Ngay cả khi điều này không chính xác, Sagittarius A* cách Trái Đất 30,000 năm ánh sáng, và nó cần phải gần hơn 6 triệu lần nữa để có thể gây ra bất cứ sự phá vỡ trọng trường nào lên Trái Đất thuộc Thái Dương hệ. Những giả thuyết này của Jenkins đã được đưa vào bộ phim tài liệu Giải mã quá khứ của kênh truyền hình History Channel. Tuy nhiên, Jenkins cũng phàn nàn về trường hợp một tiểu thuyết gia chuyên về đề tài khoa học viễn tưởng - đồng tác giả của Giải mã quá khứ đã mô tả bộ phim này như là "45 phút cường điệu trơ trẽn về ngày tận thế và thuyết duy cảm ngu xuẩn".
Một số người tin tưởng vào ngày tận thế năm 2012 đã sử dụng thuật ngữ "sự thẳng hàng trong Ngân hà" để mô tả một hiện tượng rất khác biệt đã được đề xuất bởi một số nhà khoa học nhằm giải thích một kiểu tuyệt chủng hàng loạt được tìm thấy trong các hóa thạch. Theo giả thuyết này thì hiện tượng tuyệt chủng hàng loạt không phải ngẫu nhiên mà theo chu kỳ mỗi 26 triệu năm. Để giải thích cho điều này, người ta đưa ra giả thuyết cho rằng do sự dao động theo phương thẳng đứng của Mặt trời khi quay quanh tâm ngân hà gây ra, bởi vì trong quỹ đạo này nó sẽ đi xuyên qua mặt phẳng Ngân hà. Khi Mặt trời nằm ngoài mặt phẳng Ngân hà, thì ảnh hưởng do lực thủy triều của Ngân hà tác động lên nó yếu hơn. Tuy nhiên, theo chu kỳ mỗi 20-25 triệu năm, khi Mặt trời sẽ trở lại đĩa Ngân hà, nó sẽ nhận những tác động thủy triều của Ngân hà mạnh hơn, và theo những mô hình toán học, sự kiện này sẽ làm tăng số lượng các sao chổi của đám mây Oort bay vào Thái Dương hệ lên gấp 4 lần, dẫn đến sự gia tăng khả năng tàn phá của sao chổi. Tuy nhiên, sự "thẳng hàng" này diễn ra trong hàng chục triệu năm và không thể xác định được thời điểm chính xác. Bằng chứng cho thấy rằng Mặt trời mới giao cắt với đĩa Ngân hà tại 3 triệu năm trước và bây giờ nó đang di chuyển ra xa hơn.

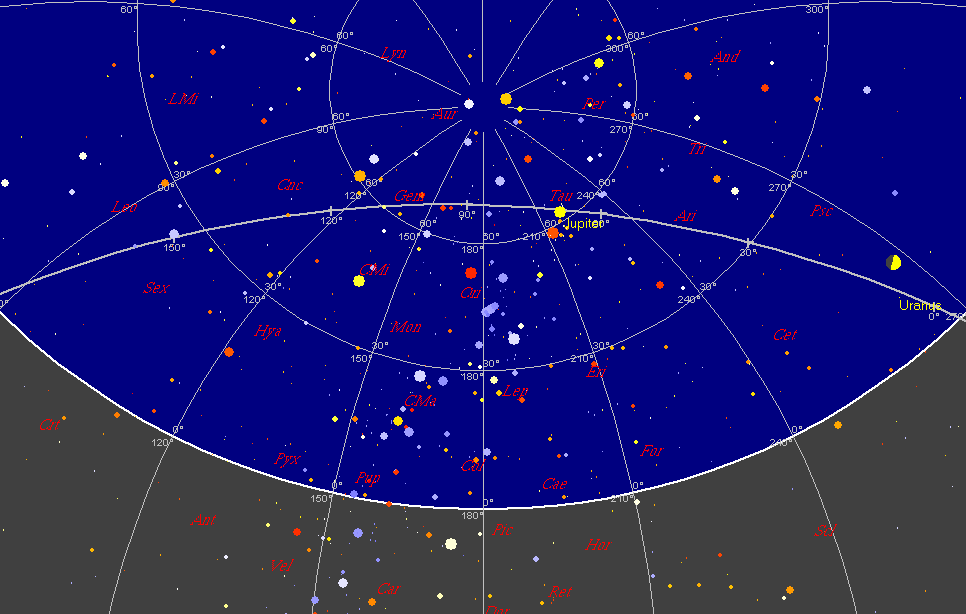
Bầu trời lúc 0h UTC 21-12-2012.

Một sự thẳng hàng thứ 3 được đề nghị là một số loại giao hội của các hành tinh sẽ xảy ra vào ngày 21 tháng 12 năm 2012. Tuy nhiên, sẽ không có sự thẳng nào vào ngày đó. Nhiều hành tinh đã nằm thẳng hàng xảy ra trong cả hai năm 2000 và 2010, và cả hai đều chẳng gây kết quả xấu nào đối với Trái Đất. Sao Mộc là hành tinh lớn nhất trong hệ mặt trời..; lớn hơn tất cả các hành tinh khác cộng lại. Khi Sao Mộc đến gần vị trí xung đối, thì Trái Đất sẽ chịu lực hấp dẫn từ Mặt Trăng ít hơn 1% so với thường ngày.
Trên tờ báo Ý La Stampa ngày 13 tháng 10 năm 2009, nhà báo Paolo Manzo nêu ra một biểu đồ về sự thẳng hàng "của Sao Hỏa, Sao Mộc, Sao Thổ, một cảnh tượng thiên văn vô tiền khoáng hậu" vào ngày định mệnh. Bài viết không đề cập hay tham khảo bất kỳ nguồn tài liệu khoa học chính xác và đáng tin cậy nào, trong khi không một nhà thiên văn học hay chương trình lịch thiên văn trực tuyến nào cho thấy sẽ xuất hiện sự giao hội,[f] và thực tế, họ dự đoán rằng 3 hành tinh trên sẽ nằm ở 3 vị trí dễ dàng nhận thấy khi quan sát từ Trái Đất, như có thể suy ra từ bảng dưới đây, biểu thị các tọa độ thiên văn của Sao Hỏa, Sao Mộc và Sao Thổ trong hệ thống tham chiếu xích đạo địa tâm.
|                                     | Sao Hỏa                              | Sao Mộc                              | Sao Thổ                              |
| ----------------------------------- | ------------------------------------ | ------------------------------------ | ------------------------------------ |
| Cấp sao biểu kiến                   | 1,20                                 | -2,78                                | 1,35                                 |
| 0:00 UTC ngày 21 tháng 12 năm 2012  | RA 19h 52m 25,53s DEC −22° 06′ 43,9″ | RA 04h 28m 40,98s DEC +21° 01′ 34,6″ | RA 14h 27m 16,74s DEC −12° 07′ 48,3″ |
| 4:00 UTC ngày 21 tháng 12 năm 2012  | RA 19h 52m 58,63s DEC −22° 05′ 15,6″ | RA 04h 28m 35,92s DEC +21° 01′ 25,4″ | RA 14h 27m 20,28s DEC −12° 08′ 04,0″ |
| 8:00 UTC ngày 21 tháng 12 năm 2012  | RA 19h 53m 31,72s DEC −22° 03′ 46,9″ | RA 04h 28m 30,87s DEC +21° 01′ 16,3″ | RA 14h 27m 23,80s DEC −12° 08′ 19,7″ |
| 12:00 UTC ngày 21 tháng 12 năm 2012 | RA 19h 54m 04,79s DEC −22° 02′ 17,8″ | RA 04h 28m 25,83s DEC +21° 01′ 07,2″ | RA 14h 27m 27,32s DEC −12° 08′ 35,3″ |
| 16:00 UTC ngày 21 tháng 12 năm 2012 | RA 19h 54m 37,87s DEC −22° 00′ 48,2″ | RA 04h 28m 20,80s DEC +21° 00′ 58,1″ | RA 14h 27m 30,83s DEC −12° 08′ 50,9″ |
| 20:00 UTC ngày 21 tháng 12 năm 2012 | RA 19h 55m 10,93s DEC −21° 59′ 18,2″ | RA 04h 28m 15,79s DEC +21° 00′ 49,1″ | RA 14h 27m 34,33s DEC −12° 09′ 06,4″ |
| 0:00 UTC ngày 22 tháng 12 năm 2012  | RA 19h 55m 43,99s DEC −21° 57′ 47,8″ | RA 04h 28m 10,80s DEC +21° 00′ 40,1″ | RA 14h 27m 37,83s DEC −12° 09′ 21,9″ |

Trong tháng 5 năm 2000 cũng đã xảy ra một sự liên kết các hành tinh như vậy và đã gây nên một cảm giác lo lắng trong công chúng về sự kiện này, khiến cho các cơ quan khoa học đầu não Hoa Kỳ phải thông cáo báo chí rộng rãi để khẳng định không có bất cứ sự nguy hiểm nào.

### Địa từ đảo ngược
Một quan niệm khác gắn với hiện tượng năm 2012 liên quan đến sự đảo cực của địa từ (những người ủng hộ thuyết này thường lầm là sự đảo ngược địa cực địa lý), có thể được kích hoạt bởi một khối tai lửa mặt trời (solar flare) rất lớn sẽ tạo ra một năng lượng bằng tới 100 tỷ quả bom nguyên tử có kích thước bằng với quả bom thả xuống Hiroshima. Niềm tin này được củng cố bằng những quan sát về sự suy yếu từ trường của Trái Đất, có thể dẫn đến một sự đảo ngược của cực từ Bắc Nam.
Tuy nhiên nhiều nhà phê bình cho rằng sự đảo ngược địa từ phải mất đến 7.000 năm mới hoàn thành, và không biết cụ thể sẽ bắt đầu vào ngày nào. Hơn nữa, Hoa Kỳ và Cơ quan Hải dương và Khí quyển Hoa Kỳ (NOAA) dự đoán năng lượng mặt trời sẽ đạt cao điểm vào tháng 5 năm 2013 chứ không phải là năm 2012, và nó sẽ tương đối yếu dưới mức năng lượng trung bình của những vết đen Mặt Trời. Trong mọi trường hợp, không có bằng chứng khoa học nào đưa ra sự liên quan giữa một khối năng lượng mặt trời cực đại với sự đảo ngược của địa từ, mà nó được hình thành hoàn toàn bởi chính những tác động nội hàm bên trong Trái Đất. Thay vào đó, năng lượng mặt trời chủ yếu gây ảnh hưởng đối với các vệ tinh nhân tạo và mạng truyền thông di động. David Morrison đã quy việc bùng nổ các ý tưởng về một cơn bão mặt trời là do nhà vật lý học, nhà phổ cập khoa học Michio Kaku vì đã tuyên bố trong một cuộc phỏng vấn với Fox News rằng một mức đỉnh điểm năng lượng mặt trời vào năm 2012 có thể gây tai hại đối với các quỹ đạo của vệ tinh.

### Hành tinh Nibiru
Một số những người ủng hộ thuyết tận thế vào năm 2012 cho rằng một hành tinh được gọi là Hành tinh X hay Nibiru sẽ va chạm hoặc đi ngang qua Trái Đất trong năm đó. Quan điểm này đã xuất hiện dưới nhiều dạng khác nhau từ năm 1995, sự kiện này ban đầu được dự kiến sẽ xảy ra vào năm 2003, nhưng đã bị bỏ đi vì chẳng có sự cố nào xảy ra vào ngày đó cả. Ý tưởng bắt nguồn từ những tuyên bố về sự hiệp thông với sự sống ngoài hành tinh, nhưng đã bị cười nhạo. Tính toán của các nhà thiên văn cho thấy vật thể này sẽ tiến rất gần đến Trái Đất mà mắt thường có thể nhìn thấy được trên bầu trời đêm.

### Những thảm họa khác

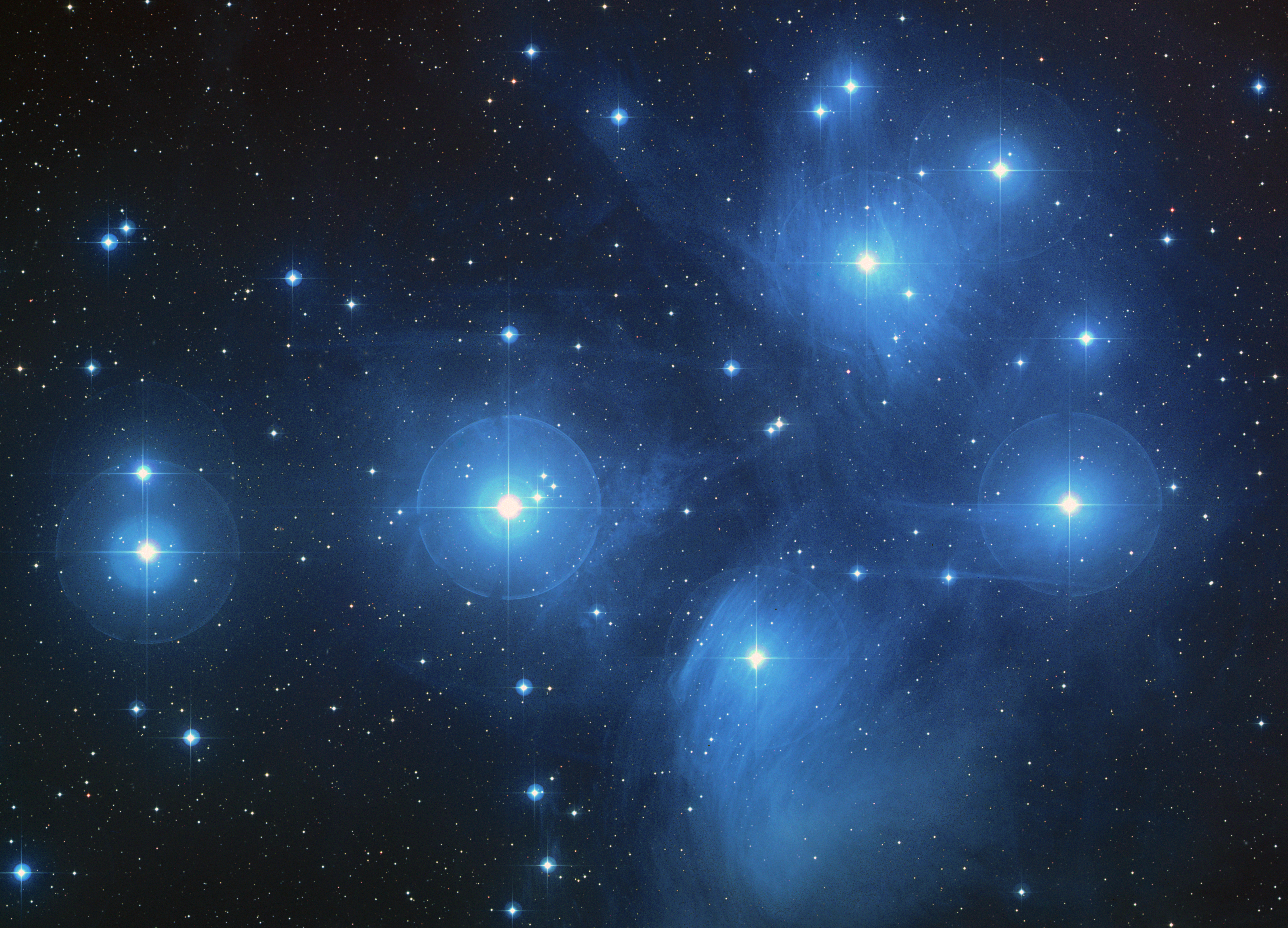
Tua Rua là một chòm sao đôi khi được gắn liền với hiện tượng 2012

Những suy đoán khác về ngày tận thế 2012 có cả những tiên đoán của Dự án Web Bot - một chương trình máy tính dự đoán tương lai bằng phần mềm chat qua Internet. Tuy nhiên, những bình luận viên đã bác bỏ tuyên bố của những lập trình viên cho rằng họ đã dự đoán thảm họa thiên nhiên thành công - điều mà những chương trình chat không thể nào dự báo được, trái với những thảm họa do con người gây ra như sự sụp đổ thị trường chứng khoán. Ngoài ra hiện tượng 2012 còn bị gắn kết một cách thiếu cơ sở với 1 khái niệm đã tồn tại khá lâu là vành đai Photon, dự báo một hình thức tương tác giữa Trái Đất và sao Alcyone, ngôi sao lớn nhất của chòm Tua Rua. Các nhà phê bình cho rằng photon không thể hình thành vành đai, hơn nữa, chòm Tua Rua nằm cách Trái Đất tới hơn 400 năm ánh sáng, không thể gây ảnh hưởng gì tới Trái Đất, và Thái Dương hệ thay vì lại gần chòm sao này, trên thực tế lại di chuyển ra xa hơn.
Một số phương tiện truyền thông đã gắn kết khả năng siêu sao đỏ khổng lồ Betelgeuse có thể sẽ biến đổi thành một siêu tân tinh trong tương lai với hiện tượng 2012. Tuy nhiên, trong khi Betelgeuse chắc chắn đang trải qua hồi kết của cuộc đời, và sẽ chết như một siêu tân tinh, nhưng không có cách nào dự đoán thời điểm xảy ra sự kiện này trong vòng 100 000 năm. Một siêu tân tinh cần phải nằm cách Thái Dương hệ trong khoảng 25 năm ánh sáng mới có thể đe dọa Trái Đất. Betelgeuse cách khoảng 600 năm ánh sáng, vì thế siêu tân tinh của nó không ảnh hưởng gì tới Trái Đất.
Một quan điểm khác viện dẫn tới sự xâm lăng của người ngoài hành tinh. Tháng 12 năm 2010, một bài báo được xuất bản lần đầu tại examiner.com và sau đó được tham chiếu trong phiên bản tiếng Anh của Pravda đã đăng tải bức ảnh Second Digitalized Sky Survey làm bằng chứng khẳng định rằng SETI đã phát hiện ba tàu vũ trụ lớn sẽ đến Trái Đất vào năm 2012. Nhà thiên văn học và người theo chủ nghĩa hoài nghi Phil Plait lưu ý rằng bằng cách sử dụng các công thức góc nhỏ, người ta có thể xác định rằng nếu vật thể trong bức ảnh này to như thế, thì nó sẽ phải ở gần Trái Đất hơn cả Mặt Trăng, điều này có nghĩa là có thể nó đã đến đây rồi.

## Ảnh hưởng
Theo tính toán của người Maya thì ngày 21 tháng 12 năm 2012 là ngày lịch của họ kết thúc. Đó là khi mặt trời cũng sẽ nằm chính giữa trung tâm Ngân Hà trong Thái Dương Hệ cứ mỗi 26,000 năm, và ngày này cũng trùng vào ngày Đông chí. Chính vì những hiện tượng trùng hợp này người ta  cho rằng nguồn năng lượng chiếu vào Trái Đất sẽ bị cản trở, và khoảng giữa của Trái Đất sẽ bị kéo phình ra do lực kéo từ bên ngoài Trái Đất gây ra. Mặt đất lúc đó cũng sẽ bị thay đổi vị trí, những vùng đất liền của các đại lục sẽ bị lôi kéo về phía những miền khác do ảnh hưởng của lực hút từ ngoài Trái Đất của Ngân hà. Khi đó sẽ xảy ra vô số nạn núi lửa, các trận sóng thần lúc đó sẽ nổi lên vô số, và nạn động đất cũng thế.
Một số mặt của quan điểm này cũng phần nào được xác nhận bởi cơ quan NASA khi họ tuyên bố về hiện tượng những tia lửa và đốm đen từ mặt trời toả ra nhất loạt sẽ gây ra thảm cảnh cúp điện liên tục và các hệ thống vệ tinh nhân tạo sẽ bị cản trở vào năm 2012. Trong bản tường trình của NASA vào năm 2002 cho thấy Trái Đất bị đã phình ra ở khúc giữa từ 1998, với hình ảnh chứng minh do hệ thống vệ tinh chụp được.

### Phản ứng
Hiện tượng này đã làm sản sinh ra hàng trăm cuốn sách và hàng ngàn website. "Hãy hỏi nhà sinh vật học thiên thể" - một website công cộng của NASA đã nhận được hơn 5000 câu hỏi của công chúng về chủ đề này từ 2007, một số hỏi rằng liệu họ có nên giết chính mình, con cái và thú nuôi của họ. Nhiều tài liệu tham khảo hư cấu hiện đại cho rằng ngày 21 tháng 12 là ngày của một sự kiện thảm họa, bao gồm cả cuốn sách bán chạy nhất 2009, Biểu tượng thất truyền của Dan Brown. Ann Martin, người chủ của trang web về thuật chiêm tinh ở Hoa Kỳ đã nhận được vô số email của rất nhiều người trên thế giới lo ngại về vấn đề này và những cậu bé nhỏ viết than phiền rằng các cậu quá trẻ để phải chết. Về phía Giáo hội Công giáo, trong một buổi tiếp kiến chung tại Quảng trường Thánh Phêrô hôm 18 tháng 11 năm 2012, Giáo hoàng Biển Đức XVI đã bác bỏ về tin đồn này, ông cho rằng Chúa Giêsu muốn khuyên các môn đệ ở mọi thời đại hãy thôi tò mò về ngày tháng và các dự báo nhưng muốn ban cho họ chìa khóa mở ra con đường đúng đắn để sống trong hôm nay và ngày mai nhằm bước vào sự sống vĩnh hằng. Ngay cả linh mục José Gabriel Funes (Dòng Tên) là giám đốc Đài quan sát thiên văn của Vatican cũng nói rằng không cần phải thảo luận về nền tảng khoa học của những lời khẳng định này vì rõ ràng đó là sai lạc. Cho đến nay, chưa có ghi nhận nào cho thấy người Công giáo sẽ "đối phó" trước sự kiện 21 tháng 12 năm nay, họ vẫn chỉ chuẩn bị đón Lễ Giáng Sinh như mọi năm. Tại Việt Nam, dù cho nhiều nhà khoa học và tổ chức nổi tiếng như NASA đều phủ nhận là không có ngày tận thế nhưng rất nhiều người vẫn sợ hãi và hoang mang. Ông Nguyễn Đức Phường, Hội thiên văn vũ trụ Việt Nam nếu ra một lý thuyết giải thích lý do tại sao vụ tận thế này lại có rất nhiều người quan tâm so với những vụ tận thế đã bị "hụt" khác. Ông nghĩ rằng bởi vì do tốc độ phát triển của thế giới hiện nay quá nhanh và các thông tin được truyền tải một cách rất nhanh và rộng do đó nhiều người đã quá nhạy cảm với những thông tin nhận được đặc biệt những thông tin sốc gây tò mò lại được quan tâm đặc biệt hơn nữa. Ông cũng đề nghị rằng chỉ nên tin tưởng những thông tin được phát ngôn từ những tổ chức hay nhà khoa học uy tín.

### Văn hóa
Nổi bật nhất là bộ phim 2012 được ra mắt vào tháng 11 năm 2009, do đạo diễn Roland Emmerich chỉ đạo thực hiện. Bộ phim này được lấy cảm hứng từ hiện tượng 2012, và được quảng cáo trước khi phát hành bằng một chiến dịch "Marketing tin đồn" thông qua TV và những trang mang từ tổ chức hư cấu "Vì sự tồn vong của loài người" kêu gọi mọi người chuẩn bị cho đoạn kết của thế giới. Vì quảng cáo không hề đề cập gì tới bộ phim, nhiều người xem đã tin điều đó là thật và liên lạc với những nhà thiên văn học trong hoảng loạn. Dù chiến dịch quảng cáo trên bị chỉ trích nặng nề, song bộ phim đã trở thành một trong những phim thành công nhất năm đó, đem lại lợi nhuận khoảng 770 triệu USD trên toàn cầu.
Bộ phim được đề cử Oscar năm 2011 - Melancholia của Lars von Trier có nội dung nói về một hành tinh xuất hiện từ phía sau Mặt Trời chuẩn bị đâm vào Trái Đất. Người đứng đầu hãng Magnolia Pictures - đơn vị đã mua bộ phim cho biết trong một thông cáo báo chí, "Thảm họa 2012 đang tới rất gần, giờ là lúc chuẩn bị cho bữa tối cuối cùng đậm chất điện ảnh", nhắc đến hiện tượng này. Nó cũng là niềm cảm hứng cho một số bài hát khá thành công như "2012 (It Ain't the End)" (2010) của Jay Sean và "Till the World Ends" (2011) của Britney Spears.